# Феррейра, Карлуш
Жуа́н Ка́рлуш Ферре́йра Капе́ла (порт. João Carlos Ferreira Capela, родился 24 августа 1980) — люксембургско-португальский футболист, игравший на позиции полузащитника.

## Карьера

### Клубная
Выходец из Португалии, Карлуш Феррейра в 2000 году заключил контракт с командой «Этцелла», выступающей в национальном чемпионате Люксембурга, за которую играет и по сей день. С командой принял участие в Кубке Интертото 2008 года, отыграл один матч, забил один гол.

### В сборной
С 2005 по 2009 годы играл за сборную Люксембурга. Дабы не считаться легионером, получил подданство этой страны. За сборную сыграл 20 матчей.